# Cupido (Nickerie)
Cupido is een dorp aan de bovenloop van de Maratakka in Nickerie, Suriname.
In het dorp wonen inheemse Surinamers van het volk Arowakken, met als dorpshoofd Runaldo Daniël (stand 2020). Hij volgde tussen 2016 en 2019 Harry Daniël op in deze functie.
Het ligt stroomafwaarts vanaf de Awarra-savanne, in het midden van uitgestrekte zwampen. Het dorp is in trek bij toeristen voor het spotten van dieren, wandelen, roeien, zwemmen, zonnebaden en vissen.